# Arco continental

Diagrama esquemático da formação de um arco vulcânico continental

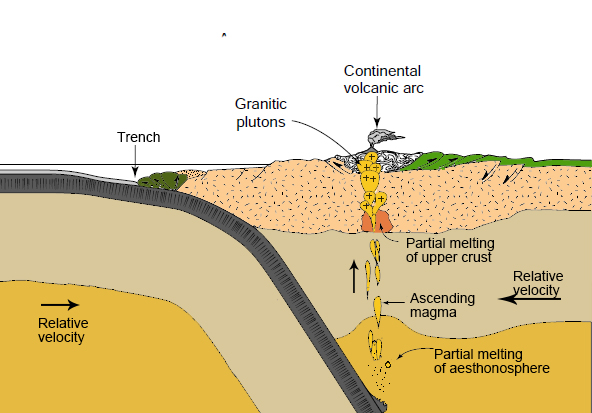
Diagrama em corte transversal dos processos magmáticos que ocorrem num arco continental

Arco vulcânico continental é a designação dada em tectónica de placas a um tipo de arco vulcânico que se forma numa margem continental activa quando duas placas tectónicas entram em colisão e se desenvolve uma zona de subducção. A estrutura manifesta-se à superfície pela formação de uma estrutura montanhosa em forma de arco, ao longo da qual se instala vulcanismo. O magmatismo e petrogénese na crusta continental quando submetida aos processos associadas a este tipo de arco são complexos e reflectem a mistura de materiais da crusta oceânica, da cunha mantélica que se forma entres as placas em subducção e da própria crusta continental.

## Origem
Quando duas placas tectónicas colidem, o material mais denso afunda-se sob o menos denso, determinando assim qual das placas sofre subducção e qual permanece à superfície. Como o material que constitui a crusta oceânica apresenta sempre maior densidade em relação ao que constitui a crusta continental, quando a colisão ocorre ao longo de uma margem continental activa, a placa oceânica mergulha sob a placa continental, sofrendo subducção.
Devido ao processo de subducção, a crusta oceânica, relativamente mais fria e rica em água, é forçada a mergulhar na astenosfera, para regiões onde a pressão e temperatura são muito mais elevadas que à superfície da Terra. Nessas condições, o material da placa que é afundada liberta materiais voláteis como H2O e CO2, os quais ao ascenderem causa a fusão parcial da região da astenosfera que atravessam. Este processo cria bolsas de magma, com menor densidade que as rochas circundantes, que tendem a subir por impulsão em direcção à superfície. A ascensão deste magma à superfície forma subsequentemente vulcões ao longo da zona de subducção. Alguns investigadores argumentam que a refertilização do manto sob o arco litosférico pode também ser um importante processo associado com o magmatismo dos arcos continentais.
Dado que a zona de subducção, que é também o limite da placa tectónica, tem geralmente uma forma arqueada, é comum que os alinhamentos de vulcões que se instalam sobre a sua superfície sejam considerados como fazendo parte de um «arco vulcânico». Um arco vulcânico instalado sobre crusta continental é designado por «arco vulcânico continental»; quando instalado sobre crusta oceânica é designado por «arco vulcânico insular».

## Petrogénese e magmatismo
A origem das rochas ígneas, ou petrogénese, nos arcos continentais é mais complexa do que nos arcos oceânicos. A fusão parcial da placa oceânica subdutora gera magma primário, que é depois contaminado por materiais da crusta continental quando, durante a sua ascensão em direcção à superfície, é obrigado a atravessar aquela estrutura. Tendo em conta que a crusta continental é félsica, rica em sílica, enquanto o magma primária juvenil é tipicamente máfico, a composição dos magmas em arcos continentais é o produto da mistura entre a diferenciação ígnea de magmas máficos e félsicos com os materiais ricos em sílica oriundos da fusão crustal.
A mistura dos materiais em fusão parcial oriundos da crusta continental que recobre a zona de subducção, da parte inferior da litosfera, ou manto litosférico sob a crosta continental, da crosta oceânica e dos sedimentos que são obrigados a submergir, da cunha mantélica, a que acresce a acumulação de materiais em fusão parcial sob a parte inferior da placa (underplating), fornece a mistura em fusão que constitui a principal fonte das rochas dos arco continentais.
A desidratação da laje de crusta oceânica que submerge no manto e a fusão parcial da astenosfera geram conjuntamente o magma primário dos arcos continentais. O magma primário apresenta composição similar a um basalto basalto toleítico olivínico devido à mistura dos peridotitos da cunha mantélica criada pela subducção com os fluidos de desidratação da placa de subducção enriquecidos em grandes iões pela acção dos organismo litófilos (mistura large ion lithophile enriched ou LIL-enriched).
Devido à maior espessura e densidade mais baixa, a crusta continental é susceptível de impedir ou dificultar a ascensão do magma primário. O magma ascendente primário tende a acumular-se na parte inferior da crusta continental, formando uma câmara magmática. Nesta câmara desenvolve-se um processo de underplating, com a assimilação e cristalização fracionada do magma primário e de rochas da camada inferior da crusta a ocorrer na parte inferior da crusta.
Devido a estes processo, o magma primário de composição toleítica olivínica é transformado num magma calco-alcalino ou mesmo em magmas mais evoluídos, enriquecidos em elementos alcalinos ou fortemente silicatados. Um fonte subsequente de enriquecimento pode resultar do processo de erosão tectónica que conduz à raspagem e arrastamento de parte da litosfera continental inferior para a zona de fusão. Em consequência, ocorrem nos magmas dos arcos continentais altas concentrações de Rb, Cs, Ba, K, Th e terras raras leves (Light Rare Earth Element ou LREE).

### Intensidade do magmatismo
A estrutura determina o gradiente geotérmico na zona de subducção, o qual, por sua vez, determina a taxa de fusão da placa crustal que mergulha em direcção ao manto e da astenosfera circundante. Mudanças na estrutura isotérmica podem ter impacte significativo na intensidade do magmatismo. Entre os factores que podem contribuir para mudanças no perfil geotérmico contam-se: (1) mudanças a velocidade relativa na convergência entre as duas placas na zona de subducção; (2) a variação no ângulo de afundamento da placa que mergulha; (3) a quantidade de material a baixa temperatura (água e sedimentos oceânicos) que mergulha em direcção ao manto; e (4) taxa de subida (upwelling) do mato/astenosfera (slab window/slab breakoff).

## Petrologia
A petrogénese dos arcos continentais é geralmente diferente da que ocorre nos arcos insulares e em meio oceânico, pelo que predominam as rochas pertencentes à série calco-alcalina e alcalina, com menos toleítos e menos rochas pobres em potássio.

## Arcos continentais
| Arco continental                       | Território                                                      | Fossa                                         | Placa superior         | Placa subductada                                       |
| -------------------------------------- | --------------------------------------------------------------- | --------------------------------------------- | ---------------------- | ------------------------------------------------------ |
| Arco Vulcânico das Cascade             | Estados Unidos e Canadá                                         | não foi identificada fossa oceânica associada | Placa Norte-Americana  | Placa Juan de Fuca, Placa do Explorer e Placa de Gorda |
| Península do Alaska e Cadeia Aleuciana | Alaska                                                          | Fosssa das Aleutas                            | Placa Norte-Americana  | Placa do Pacífico                                      |
| Kamchatka                              | Extremo Oriente                                                 | Fossa Kuril-Kamchatka                         | Placa Eurasiática      | Placa do Pacífico                                      |
| Cintura Vulcânica Andina               | Colômbia, Bolívia, Peru, Equador, Chile e Argentina             | Fossa Peru–Chile                              | Placa Sul-Americana    | Placa de Nazca e Placa Antárctica                      |
| Arco Vulcânico Centro-Americano        | Guatemala, El Salvador, Honduras, Nicarágua, Costa Rica, Panamá | Fossa Centro-Americana                        | Placa das Caraíbas     | Placa de Cocos                                         |
| Batólito Gangdese                      | Tibete                                                          | Já não existe                                 | Bloco crustal de Lhasa | Oceano Neo-Tético                                      |

## Galeria

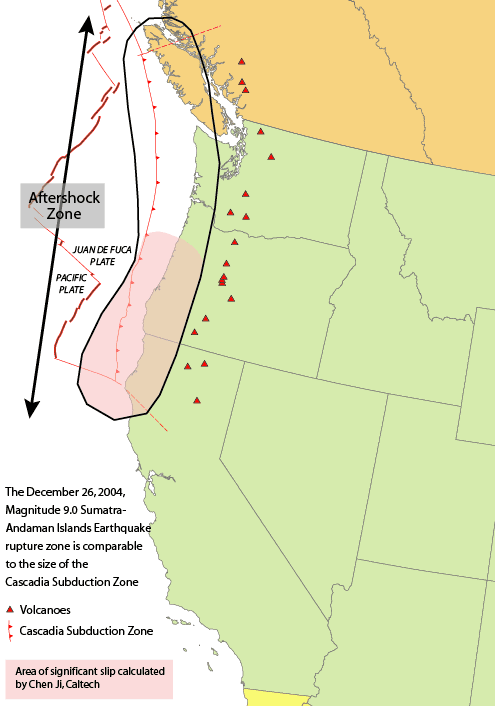
Arco vulcânico das Cascades.
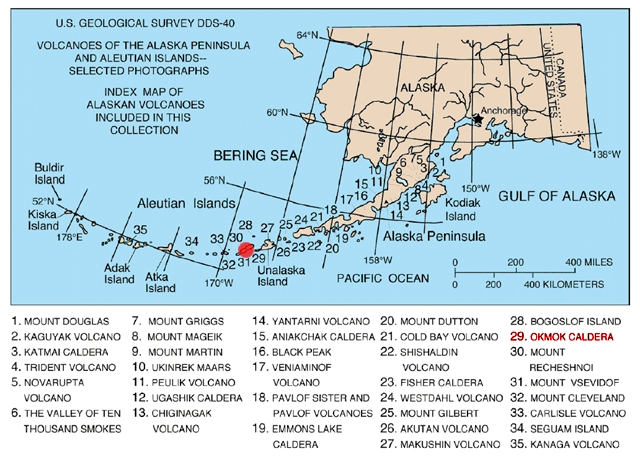
Arco vulcânico das Aleutas, com lado oceânico e lado continental.
Arco da Kamchatka.
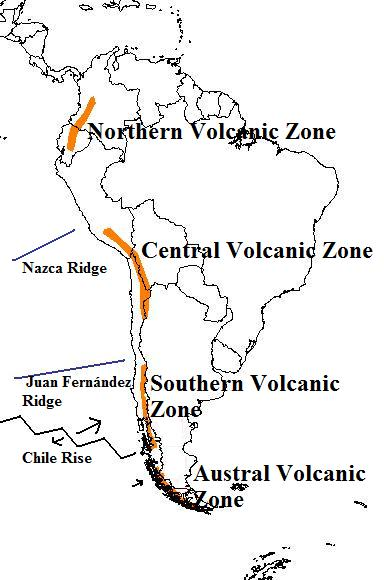
Cintura vulcânica andina.